# Írezés
Az írezés vagy írelés a szövetgyártás egyik fontos fonal-előkészítő művelete, amelynek célja, hogy a láncfonalakat megerősítse és felületüket simává tegye.
A szövéskor fellépő húzó és koptató igénybevétel hatására a fonal szerkezete megbomlana. Ennek elkerülésére alkalmazzák az írezést, amelynek során ragasztóanyagot juttatnak a fonalba, amely részben a fonal belsejében elhelyezkedő elemiszálakat ragasztja össze, részben bevonatot képez a fonal felületén, ami a felületen levő szálvégeket lesimítja és leragasztja. Írezéskor tehát olyan anyaggal kezelik a fonalat, amely jól tapad a szálakhoz, rugalmas, sima felületű és jól ellenáll a szövés közben ható igénybevételeknek. Megfelelő írezéssel a fonal szakítóereje akár 30%-kal is megnövelhető.
Nem minden fonalfajta igényli az írezést, de az egyágú font fonalakat, a sodratlan vagy kevés sodrattal készült filamentfonalakat és terjedelmesített filamentfonalakat, valamint a sűrű szövetek készítéséhez használt cérnákat írezni kell, függetlenül attól, hogy milyen nyersanyagból készültek. Nem szükséges írezni a 100 tex-nél durvább fonalakat, a közepes és kis sűrűségű szövetek készítésére használt cérnákat, a vastagabb multifilament fonalakat, a monofil fonalakat és a kreppfonalakat. A kötéshez használt fonalakat semmilyen körülmények között nem szabad írezni.

## Írezőanyagok
Az írezőanyagot vizes oldatban viszik fel a fonalakra. Az írezőfürdő a következő fontosabb anyagokat tartalmazza:
- Víz, amely az írezéshez használt egyéb anyagokat oldja. Keménysége nem haladhatja meg a 13 német keménységi fokot (azaz 1000 ml vízben nem lehet 130 mg-nál több kalcium-oxiddal egyenértékű oldott kalcium- és magnéziumsó).[Jegyzet 1]
- Ragasztóanyagok. Ezek elsősorban különböző keményítők vagy ezek átalakított változatai (oxidált keményítők, keményítő-éterek stb.) lehetnek, használatuk a fonal nyersanyagától függ. A leggyakrabban használt írezőanyagok:

– natív, lebontott és kémiailag módosított keményítő, valamint CMC (karboxil-metil-cellulóz, cellulóz-éter) és polivinilalkohol a pamut-, gyapjú- és regenerált cellulóz szálakból (pl. viszkózból) készült fonalaknál,
– poliakrilátok a pamut-, gyapjú- és különböző szintetikus szálasanyagú (poliamid-, poliészter-, poliakrilnitril-, polipropilén-), valamint acetátfonalaknál,
– szintetikus viasz pamut-, gyapjú- és polipropilénfonalaknál,
– fehérje alapú írezőanyagok gyapjúfonalaknál,
– a nagyon gyakori pamut-poliészter és gyapjú-poliészter keverékekhez kémiailag módosított keményítők, CMC, polivinilalkohol és akrilát alapanyagú íranyag használható.
A keményítőt különböző növényekből, leggyakrabban kukoricából, burgonyából, búzából, tápiókából, rizsből állítják elő.
- Keményítő tartalmú írezőfürdő esetében a keményítő feltárása főzéssel (csirizesítéssel) vagy vegyi kezeléssel, ún. feltáró anyagokkal (kénsav, nátronlúg, hidrogén-peroxid, perborátok, perkarbonátok, perszulfátok) történik.
- A fürdő viszkozitásának beállítását karbamiddal és bóraxszal végzik, de használnak növényi gumikat (gumiarábikumot, a szentjánoskenyér magjából készült lisztet, ami gumiszerű anyagot tartalmaz, vagy guargumit) is.
- Az írezett fonal és az írbevonat merevségét lágyítók hozzáadásával enyhítik, amivel az íranyag porlását akadályozzák meg. Ezek növényi és állati zsiradékok, vagy törökvörösolaj. Szintetikus szálasanyagú fonalak esetében a lágyítók egyúttal az elektrosztatikus feltöltődést is gátolják.
- A pamutfonalak nedvszívóképességét glicerin és magnézium-szulfát hozzáadásával növelik, mert a pamut szakítóereje nedvességtartalmának növelésével fokozódik.
- A tartósítószerek az írezőanyag bomlását akadályozzák meg. Erre leggyakrabban formalint használnak.

## Az írezőanyag elkészítése
Az írezőanyag főzését zárt edényekben (ún. autoklávokban), erőteljes és állandó keverés mellett, pontosan beállított nyomáson és hőmérsékleten végzik. A korszerű automatikus írezőanyag-főző autoklávok megfelelő adagoló berendezésekkel biztosítják a különböző anyagok előírt mennyiségű hozzáadását és számítógéppel vezérlik a működést.

## Az írezőanyag felvitele a láncfonalakra

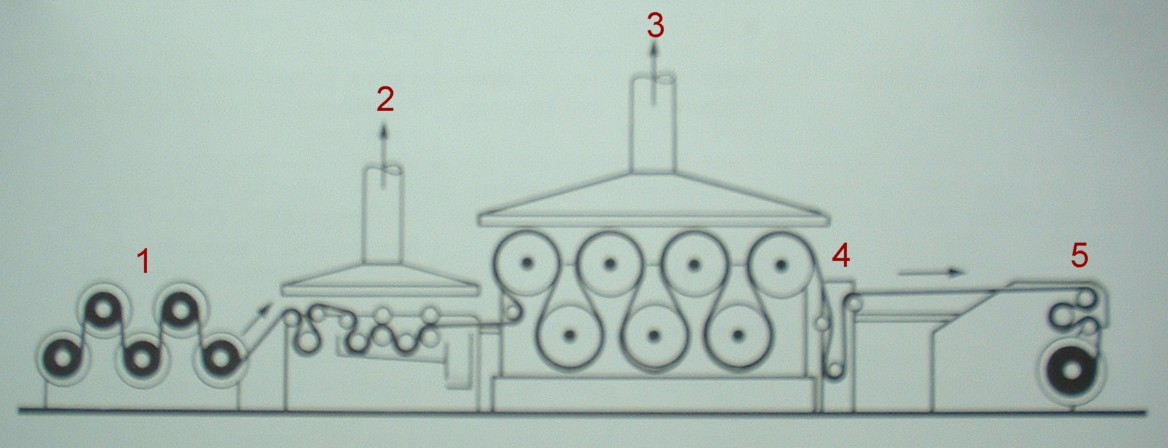
Írező gépsor vázlata. 1 - Előhengerek, 2 - az íranyag felvitele, 3 - szárító egység, 4 - a láncfonalak szétválasztása, 5 - a fonalak feltekercselése a végleges lánchengerre.

A szövéshez használt igen nagy számú (sok ezer) láncfonalat írezés előtt nem egyszerre vetik fel a végleges lánchengerre. Az ún. előhengerekre a szövet szélességének megfelelő szélességben, de kisebb számban (ritkább elrendezésben) tekercselik fel a fonalakat. A végleges fonalszámot az írezés után több ilyen előhenger fonalainak egyesítésével, közös áttekercselésével állítják elő.
Az írezőanyagot az áttekercselés közben viszik fel a fonalakra. Ehhez az egyes előhengerekről érkező, egyesített fonalsereget átvezetik az írezőmasszát tartalmazó teknőn. A teknőből kilépő fonalseregből egy hengerpár kipréseli a felesleges folyadékot, majd a fonalak egy szárító berendezésen haladnak át, ahol – a fonal nyersanyagától függően – 80–120 °C hőmérsékleten elpárologtatják belőlük a vizet. Az egymás mellett haladó, esetleg összeragadt fonalakat szét kell választani, ehhez megfelelő rendezőpálcákat fűznek a fonalseregbe. A már szétválasztott fonalak tekercselődnek fel a végleges lánchengerre, amely már közvetlenül felszerelhető a szövőgépre.

## Írtelenítés
Az íranyagnak csak a szövés folyamatában van szerepe. A szövés befejeztével el kell távolítani, mert zavarja a további kikészítő műveleteket (fehérítést, színezést, színnyomást). Vízoldható írezőanyagok esetén az írtelenítés forró vízben történő kimosással történik. Vízben oldhatatlan írezőanyagok esetén kémiai feltárást alkalmaznak (savas vagy oxidációs eljárás).
A vízben oldhatatlan keményítő lebontásához gyakran enzimeket (növényi, állati és baktérium eredetű amilázokat) adnak az írtelenítő fürdőhöz. Más eljárásnál az írtelenítő fürdőhöz adagolt oxidálószerekkel bontják le a keményítőt. Az írtelenítés több órás kezelés, amely végezhető a szövetek mosására alkalmas berendezésen, vagy külön e célra szerkesztett, folyamatos működésű írtelenítő gépen.

## Külső kapcsolatok
- BASF Veredlungschemikalien (német nyelven)[halott link]
- Sizing – Weaving preparation (angol nyelven). [2007. október 27-i dátummal az eredetiből archiválva]. (Hozzáférés: 2009. január 1.)